# 高岡市立定塚小学校
高岡市立定塚小学校（たかおかしりつ じょうづかしょうがっこう）は富山県高岡市中川町にあった公立小学校。

## 沿革
- 1901年4月1日 - 定塚尋常小学校の創立。[2][3]
- 1902年12月5日 - 校舎落成式の挙行。この日が創校記念日となる。
- 1909年 - 校旗制定。
- 1931年11月23日 - 創校30周年記念式の挙行。校歌制定。（作詞：藤森秀夫、作曲：杉江秀[4]）
- 1941年
  - 4月1日 - 校区変更により高岡市立下関国民学校より中川、古定塚地区の193名が入校[5]。
  - 5月26日 - 中川町に新校舎落成[5]。
- 1965年7月21日 - プール竣工。
- 1979年6月7日 - 体育館竣工。
- 1994年12月 - 江寧路小学校（中国上海市）との国際交流を開始。
- 2001年11月3日 - 創校100周年記念式の挙行。
- 2002年6月7日 - 新たにプール竣工。
- 2022年3月31日 - 高岡市立平米小学校と統合され閉校[6]。（統合先の小学校は高岡市立高陵小学校）

## 通学区域
高岡市立高陵中学校に進学していた。
- 定塚町、高陵町、中川町、中川上町、中川本町、中川栄町、中川園町、中川1丁目、東中川町、城東1 - 2丁目、古城、明園町、古定塚、東下関、下関町、宮脇町通り、末広町（一区・二区）、御旅屋町、大福院、桐木町、新横町、大仏町、定塚町1丁目、城北町、北定塚町、大手町〔平米小校区該当地番を除く〕、末広町〔1番～8番・9番（7号～13号）・10番・11番（15号～44号）・14番（1号～16号・35号・40号～47号）〕、広小路〔1番（1号～20号）〕、中央町〔平米小校区該当地番を除く〕

## 交通アクセス
- JR西日本・あいの風とやま鉄道 高岡駅より徒歩約15分

## 周辺
- 高岡市立高陵中学校
- 中川熊野神社
- 高岡古城公園
- 富山県立高岡工芸高等学校
- 富山県立高岡高等学校
- 高岡大仏

## 出身者
- 篠原三代平（経済学者）
- 藤子・F・不二雄（漫画家）[8]
- 藤子不二雄Ⓐ（漫画家）
- まつもと泉（漫画家）
- アレマー玉井（マジシャン）